# Diplom-Kaufmann
Diplom-Kaufmann (Dipl.-Kfm.) und Diplom-Kauffrau (Dipl.-Kff., Dipl.-Kffr. oder Dipl.-Kfr.) waren in Deutschland und waren in der Schreibung Diplomkaufmann (Dkfm.) bis 1975 in Österreich die akademischen Grade, die mit dem erfolgreichen Abschluss eines Betriebswirtschaftsstudiums an einer Universität und gleichgestellten Hochschule im Regelfall erworben wurden. Das universitäre Studium ist wissenschaftlich ausgerichtet. Diplom-Kaufleute gehören zur Gruppe der Wirtschaftswissenschaftler. Rechtsgrundlage der Verleihung erfolgte nach der jeweiligen Studienordnung der Hochschule. An Fachhochschulen (FH) und Hochschulen wurden im Bereich der Betriebswirtschaftslehre meist die akademischen Grade Diplom-Betriebswirt (FH) oder auch Diplom-Kaufmann (FH) vergeben.
Im Rahmen des Bologna-Prozesses werden heute nur noch Bachelor- und Mastergrade anstelle der Diplomgrade verliehen. 
An staatlichen Berufsakademien (BA) kann eine staatliche Abschlussbezeichnung als Kaufmann und als Diplom-Betriebswirt (BA) erlangt werden, die kein akademischer Grad und mit dem Zusatz für Berufsakademie „(BA)“ zu kennzeichnen sind. Einen Abschluss mit der Bezeichnung Diplom-Kaufmann (BA) gibt es nicht.

## Zugangsvoraussetzung
Ein Studium der Betriebswirtschaftslehre an einer Universität, als Regelvoraussetzung des Abschlusses, setzt mindestens die fachgebundene Hochschulreife voraus.

## Aufbau des Studiums
Die Regelstudienzeit betrug 8 bis 10 Semester. Das Studium gliederte sich in Grund- und Hauptstudium. Das Grundstudium dauerte 3 bis 4 Semester, das Hauptstudium weitere 4 bis 6 Semester. Laut Statistischem Bundesamt betrug die tatsächliche Studiendauer an Universitäten im Bereich Wirtschaftswissenschaften durchschnittlich 11,0 Fachsemester im Prüfungsjahr 2002.

### Grundstudium
Das Grundstudium bestand aus verschiedenen, oftmals studienbegleitenden Fachprüfungen (Module) und war an vielen Universitäten identisch mit dem Grundstudium der Diplom-Volkswirte sowie der Diplom-Handelslehrer.
Ein Beispiel für den Aufbau des Grundstudiums:
- Volkswirtschaftslehre
- Betriebswirtschaftslehre
- Mathematik und Wirtschaftsinformatik
- Statistik und Ökonometrie
- Recht für Wirtschaftswissenschaftler
- Buchführung und Rechnungswesen

### Hauptstudium
Das Hauptstudium bestand aus verschiedenen, oftmals studienbegleitenden Fachprüfungen (Module) und Ergänzungsfächern sowie der Diplomarbeit, welche mit Kreditpunkten (ECTS) gewichtet, die Abschlussnote ergeben.
Ein Beispiel für den Aufbau des Hauptstudiums:
- Allgemeine Betriebswirtschaftslehre
- Allgemeine Volkswirtschaftslehre
- Erste Besondere Betriebswirtschaftslehre
- Zweite Besondere Betriebswirtschaftslehre
- Wahlpflichtfach
- Ergänzungsfächer
- Diplomarbeit

Es konnten durchaus auch zwei Wahlpflichtfächer und nur eine Besondere Betriebswirtschaftslehre gewählt werden und Ergänzungsfächer wegfallen. Eine weitere Bezeichnung für Besondere ist Spezielle Betriebswirtschaftslehre.

## Abschluss

Beispiel einer Diplom-Urkunde einer Universität

Das Grundstudium endete mit dem Vordiplom. Das Hauptstudium endete mit dem akademischen Grad Diplom-Kauffrau oder Diplom-Kaufmann, welcher einen ersten berufsqualifizierenden Hochschulabschluss eines einstufigen Studiengangs darstellt.
Ein universitäres Diplom oder ein Masterabschluss mit einer Gesamtnote von mindestens gut (Gesamtnotendurchschnitt von 2,5 oder besser) ist Voraussetzung für eine Promotion in einem wirtschaftswissenschaftlichen Teilgebiet (z. B. BWL, VWL, Wirtschaftspädagogik, Statistik, Ökonometrie, Wirtschaftsinformatik, Wirtschaftsingenieurwesen, Wirtschaftsgeschichte). In Ausnahmefällen wird von einigen Universitäten auch ein sehr gutes FH-Diplom (mit Gesamtnotendurchschnitt von 1,5 oder besser) zur Promotion zugelassen.

## Tätigkeits- und Berufsfelder
Diplom-Kaufleute nehmen leitende, planende, analysierende und beratende Aufgaben wahr
- bei kleinen, mittelgroßen und großen Unternehmen verschiedener Branchenzugehörigkeit,
- in öffentlichen Verwaltungen,
- in Forschung und Lehre,
- bei Verbänden, Gewerkschaften, Kammern (IHK, HwK),
- im Rahmen von freiberuflichen Tätigkeiten.

Außerdem können sie Steuerberater und Wirtschaftsprüfer werden.

## Der Diplom-Kaufmann in anderen Ländern

### Schweiz
In der Schweiz ist der Grad als Abschluss einer Hochschule nicht bekannt. Lange Zeit gab es den Betriebsökonomen HWV, der heute als Betriebsökonom FH bezeichnet wird. Der klassische universitäre Abschluss ist das Lizentiat. Dementsprechend bei Wirtschaftswissenschaften: lic. oec. Vereinzelt wird noch die Abkürzung der Hochschule verwendet. Als Beispiel sei hier die Universität St. Gallen genannt, welche als Kürzel 'HSG' verwendet.

### Österreich
Der Grad Diplomkaufmann (Schreibung in einem Wort ohne Bindestrich) wurde in Österreich von der Hochschule für Welthandel von 1930 bis 1975 verliehen. Hier lautete die Kurzform Dkfm. 1975 wurde die Hochschule in Wirtschaftsuniversität Wien umbenannt. Seither schließt man ein wirtschaftswissenschaftliches Studium mit dem Grad Magister/Magistra rer.soc.oec. (Universität) oder Magister/Magistra (FH) (Fachhochschule) ab.

### Weitere Länder
Im Laufe der Jahre haben sich die Bachelor- oder Masterabschlüsse in den Wirtschaftswissenschaften weltweit durchgesetzt.
Viele Studenten der Wirtschaftswissenschaften profitieren von dieser systematischen Globalisierung, da sie beispielsweise nach ihrem Bachelorabschluss den Masterabschluss an einer anderen Hochschule ablegen können. Die Umrechnung von an verschiedenen Universitäten erbrachten Leistungen erfolgt meistens nach dem Kreditpunktesystem (ECTS). Viele Diplomstudiengänge zum Dipl.-Kfm. wurden seit 1999 modularisiert und damit auch das Kredit-, Leistungs- oder Studienpunktesystem eingeführt. Dies erleichtert den internationalen Wechsel an andere Studienorte und die Vergleichbarkeit.
Beispielsweise in Lateinamerika herrscht immer noch die Abschlussform von Licenciado, abgekürzt Lic. Problematisch ist dabei, dass dieser Abschluss nicht weltweit anerkannt wird. Ein Lizenziar der Wirtschaftswissenschaften kann nicht mit einem Diplom-Kaufmann verglichen werden und umgekehrt. Ein Diplom-Kaufmann wird in Lateinamerika als Lizenziar eingestuft.

### Internationaler Vergleich
Das Diplom, insbesondere das universitäre, ist mit dem Master vergleichbar.

## Historische Entwicklung des Diplom-Kaufmanns
Die Entwicklung des Studiengangs des Diplom-Kaufmanns hängt zusammen mit der Entwicklung der Handels- und Handelshochschulen. Die ersten Handelshochschulen wurden ab 1898 in Leipzig, Aachen und Wien errichtet.:134 Einer Diplom-Prüfung konnten sich kaufmännische Studierenden nach mindestens 4 Semestern stellen. Die Prüfung war freiwillig und berechtigte die Absolventen zu keiner Berufsausübung. Den Handelshochschulen fehlte das Graduierungsrecht.:56 Nach dem Ersten Weltkrieg wurden die Zulassungsbedingungen für Studierende an den Handelshochschulen erschwert und die Semesteranzahl von 4 auf 6 erhöht. Mit diesen Änderungen wurden die Studiengänge an die Universitäten angepasst. Auf Grundlage dieser Änderungen wurde im Jahre 1924 vom Ministerium erlassen, dass „Absolventen der Handelshochschulen der akademische Grad eines Diplom-Kaufmanns (Dipl.-Kfm.) verliehen werden durfte“. Siehe dazu auch den Artikel Volkswirt.:152
Nach dem Zweiten Weltkrieg gab und gibt es diesen akademischen Grad in der Bundesrepublik Deutschland, es gab ihn in Österreich und bis in die 1950er Jahre auch in der Deutschen Demokratischen Republik.
Der Ablauf eines Diplom-Studiengangs sah am Ende des Grund- und des Hauptstudiums große Zwischen- und Abschlussprüfungen vor. Studienleistungen während des Studiums gingen selten ein. Seit der Bologna-Reform 1999 wird der Studiengang „Diplom-Kaufmann“ durch das gestufte Bachelor-Master-System ersetzt. Je nach Hochschule und Studiengang können BWL-Studenten nun die akademischen Grade „B.Sc.“ oder „B.A.“ und „M.Sc.“ oder „M.A.“ erwerben. Bei bestehenden Diplomstudiengängen findet in Anlehnung an das Bachelor- und Master-System eine Modularisierung statt, d. h., es gibt studienbegleitende Fachprüfungen, die mit Kreditpunkten gewichtet in die Endnote eingehen. Auch die Diplomarbeit selbst kann mit Kreditpunkten gewichtet werden. Die Diplom-Studiengänge änderten sich im Vergleich zu vor 1999 von wenigen sehr großen Prüfungen plus Diplomarbeit hin zu vielen kleinen Prüfungen (circa 30 Prüfungen/Klausuren/Seminararbeiten jeweils im Grund- und im Hauptstudium) plus Anfertigung einer Diplomarbeit (Dauer: 3 bis 12 Monate; Gewichtung in der Endnote: 15 % bis 29 %).

## Weitere Informationen
- Wirtschaftsportal
  - Wirtschaftswissenschaft
  - Volkswirtschaftslehre
  - Betriebswirtschaftslehre
  - Betriebswirt
  - Diplom-Kaufmann technisch

- Bildungsportal
  - Diplom
  - Studium
  - Graduierung
  - Liste akademischer Grade (Deutschland)
  - Doktor
  - Wirtschaftspädagogik
  - Diplom-Volkswirt
  - Wirtschaftswissenschaftler
  - Diplom-Handelslehrer
  - Diplom-Anglist